# Tola Klara Szlagowska
Tola Klara Szlagowska (* 27. November 1992 in Warschau) ist eine polnische Sängerin der Girlgroup Blog 27, die sie 2005 zusammen mit Alicja Boratyn gründete. Seit 2008 spielt Szlagowska in der polnischen Fernsehserie 39 i pól mit, wo sie die Rolle der Ola übernommen hat.

## Karriere

### Blog 27 (2005 – heute)
Bekannt wurde Szlagowska 2005 durch die Popband Blog 27, die sie gemeinsam mit Alicja Boratyn gründete. 2005 erlangte die Band einen höheren Bekanntheitsgrad in Deutschland, als ihr Musikvideo Uh La La La auf dem Fernsehsender Nickelodeon ausgestrahlt wurde. Zudem tourte die Band mit Tokio Hotel, was der Gruppe einen zusätzlichen Bekanntheitsgrad zusagte. Das Debütalbum LOL, das 2006 in Deutschland, Polen, Frankreich und Japan veröffentlicht wurde, wurde allein in Polen über 100.000 Mal verkauft. Zudem erreichte es den 1. Platz der polnischen Charts. In den polnischen Jahrescharts belegte das Album den 18. und in den ungarischen Jahrescharts den 81. Platz. Am 18. Oktober 2006 erklärte Boratyn, dass sie die Band verlassen würde, um eine Solokarriere zu starten. 2008 erschien das zweite Album, das Before I'll Die heißt. Es wurde 20.000 Mal in Polen verkauft und erreichte den 47. Platz der polnischen Charts 2008. In Japan wurde eine Doppel-CD veröffentlicht, auf welcher alle Songs als Karaoke-Version enthalten sind.

### 39 i pól (2008 – heute)
Seit 2008 spielt Szlagowska bei der polnischen Komödie 39 i pól mit. Die Sendung umfasst momentan 26 Folgen in 2. Staffeln, die je 42 Minuten lang sind. Sie spielt dort die Rolle der Ola.

## Diskografie

### Alben
- 2006: LOL
- 2008: Before I'll Die

### Singles
- 2005: Uh La La La
- 2005: Hey Boy (Get Your Ass Up)
- 2006: Wid Out Ya
- 2006: I Still Don't Know Ya
- 2006: Who I Am?
- 2008: Cute (I'm Not Cute)
- 2008: Fuck U!

## Filmografie
- 2008: 39 i pól

## Auszeichnungen
- 2006: MTV Europe Awards
- 2007: Viva Comet – Nominiert
- 2008: Złote Koguty – Super Idol